# Henri Bosco

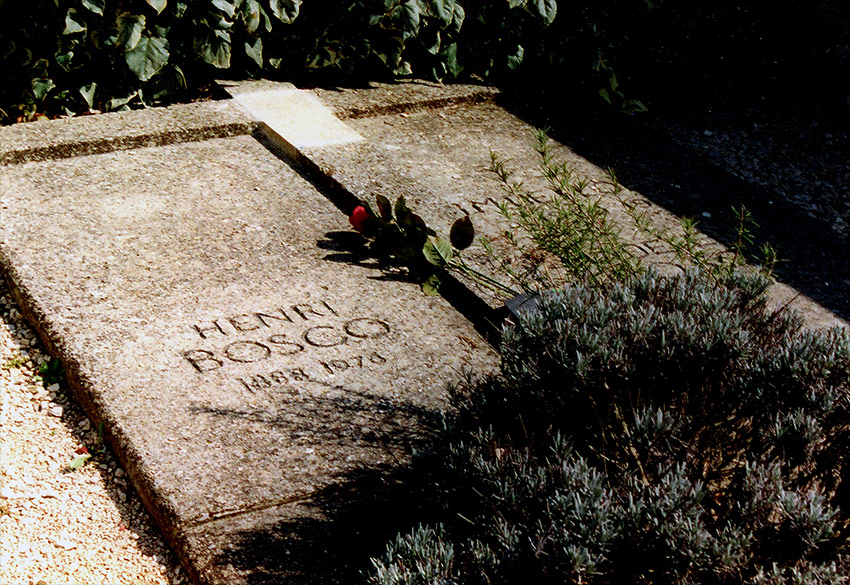
Grób Henriego Bosco w Lourmarinie

Henri Bosco (ur. 16 listopada 1888 w Awinionie, zm. 4 maja 1976 w Nicei) – francuski pisarz.

## Życiorys
Był synem śpiewaka operowego włoskiego pochodzenia. Pracował jako nauczyciel, najpierw we Francji, a potem, od 1920 do 1930, nauczał na uniwersytecie francuskim w Napoli.
Swoją karierę pisarską rozpoczął w 1924 r., łącznie opublikował ponad 30 powieści oraz liczne tomiki wierszy. W swojej twórczości nawiązywał do rodzinnej Prowansji.
Czterokrotnie (1955, 1956, 1965, 1966) nominowany do Nagrody Nobla z literatury. Za książkę Stary dom (Le Mas Théotime) otrzymał Nagrodę Renaudot w 1945 r. Jest również laureatem Prix Louis-Barthou (1947), Prix des Ambassadeurs (1949), Grand prix national des Lettres (1953, za całokształt) oraz nagrody Akademii Francuskiej (Grand prix de littérature de l’Académie française, 1968).
W Polsce wydano Stary dom (tytuł oryg. Le Mas Théotime, przeł. Stefania Zgórska, Instytut Wydawniczy „Pax”, 1964) oraz Chłopiec i rzeka (tytuł oryg. Enfant et la rivière, przeł. Barbara Grzegorzewska, Wydawnictwo „Nasza Księgarnia”, 2008).